# Thomas Mannpriset

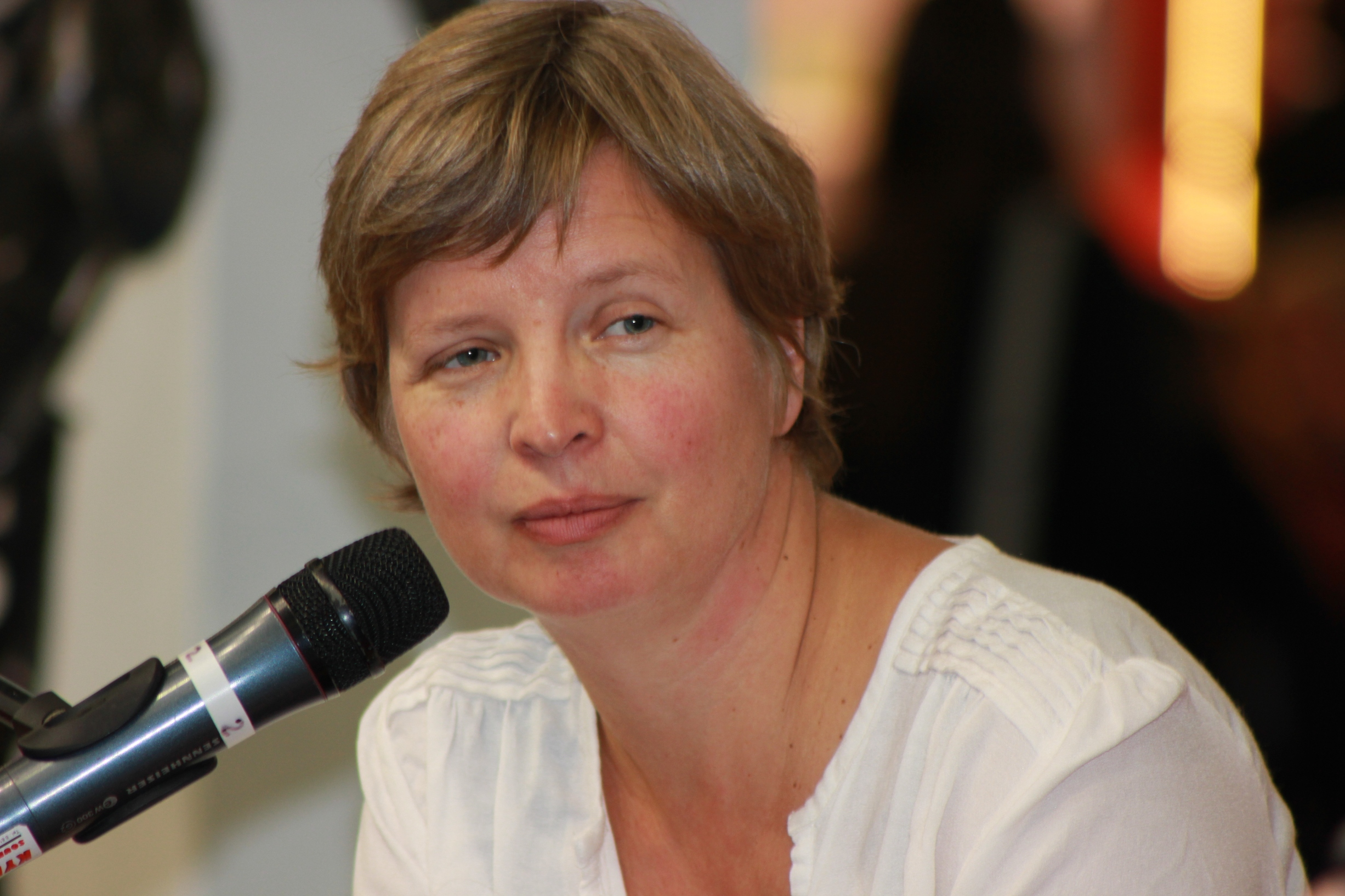
Jenny Erpenbeck, pristagare 2016

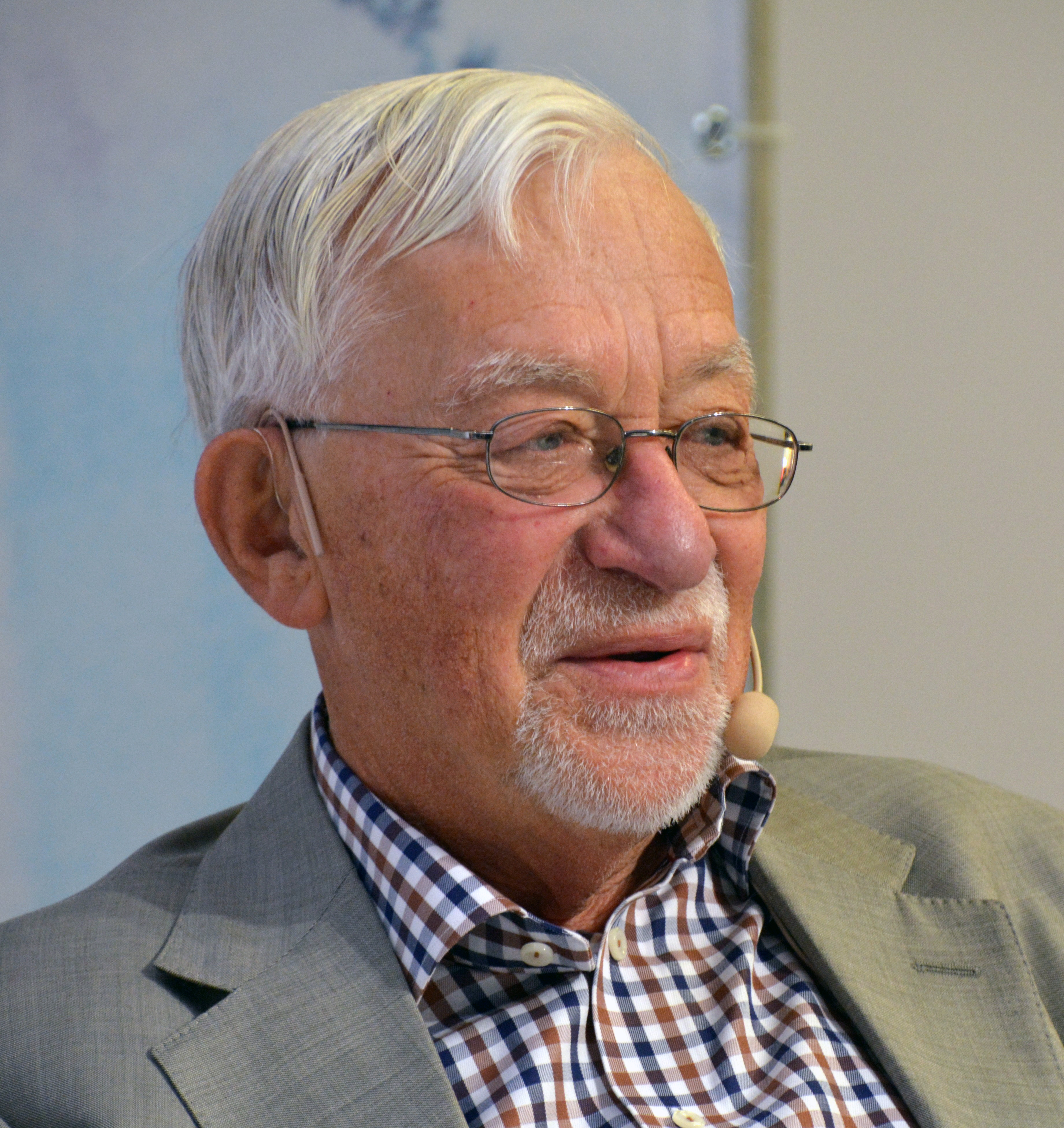
Lars Gustafsson, pristagare 2015

Thomas Mannpriset (tyska: Thomas-Mann-Preis der Hansestadt Lübeck und der Bayerischen Akademie der Schönen Künste), är ett tyskt litteraturpris.
Thomas Mannpriset instiftade ursprungligen i Samtband med 100-årsjubileet av Thomas Manns födelse 1975 av staden Lübeck. Det fick sin nuvarande form 2009 efter en överenskommelse mellan Deutsche Thomas Mann-Gesellschaft och Bayerische Akademie der Schönen Künste. Det delas ut årligen, omväxlande i Lübeck och i München. 

## Pristagare
- Thomas-Mann-Preis der Hansestadt Lübeck
  - 1975: Peter de Mendelssohn
  - 1978: Uwe Johnson
  - 1981: Joachim C. Fest
  - 1984: Siegfried Lenz
  - 1987: Marcel Reich-Ranicki
  - 1990: Günter de Bruyn
  - 1993: Hans Wysling
  - 1996: Günter Grass
  - 1999: Ruth Klüger
  - 2002: Hanns-Josef Ortheil
  - 2005: Walter Kempowski
  - 2008: Daniel Kehlmann

- Thomas-Mann-Literaturpreis der Bayerischen Akademie der Schönen Künste
  - 2008: Peter Handke

- Thomas-Mann-Preis der Hansestadt Lübeck und der Bayerischen Akademie der Schönen Künste
  - 2010: Christa Wolf
  - 2011: Jan Assmann
  - 2012: Thomas Hürlimann
  - 2013: Juli Zeh
  - 2014: Rüdiger Safranski
  - 2015: Lars Gustafsson
  - 2016: Jenny Erpenbeck
  - 2017: Brigitte Kronauer
  - 2018: Mircea Cărtărescu
  - 2019: Claudio Magris
  - 2020: Nora Bossong
  - 2021: Norbert Gstrein
  - 2022: Jonathan Franzen